# Deluxe von Kopf bis Fuss
Deluxe von Kopf bis Fuss ist das fünfte Mixtape des Hamburger Rappers Samy Deluxe. Es wurde am 22. Dezember 2006 über sein Label Deluxe Records veröffentlicht und wird von Groove Attack vertrieben.

## Produktion
Die Beats des Mixtapes wurden u. a. von den Musikproduzenten Tai Jason, Monroe, Matbeats, Fab Rider, Rob Easy und Fritz the Cat produziert.

## Covergestaltung
Das Albumcover zeigt ein weißes Baseballcap und weiße Sneaker mit dem Logo von Samy Deluxe. Im oberen Teil des Bildes befindet sich der graue Schriftzug Samy Deluxe präsentiert Deluxe von Kopf bis Fuss und am unteren Bildrand steht Exclusive Mixtape in Grau. Der Hintergrund ist komplett weiß gehalten.

## Gastbeiträge
Auf acht Liedern des Mixtapes sind neben Samy Deluxe andere Künstler vertreten. So ist der Rapper Manuellsen an den Songs So Fly und Don’t Give Up beteiligt, wobei auf letzterem ebenfalls der Rapper Blade zu hören ist. Der Track Eigenes Geld ist eine Kollaboration mit dem Rap-Duo Snaga & Pillath, und bei Nach wie vor haben Dashenn und Eddy Soulo Gastauftritte. Außerdem arbeitet Samy Deluxe auf Ich sag mit den Deluxe Allstars zusammen, während er auf Boys von dem Rapper Illo unterstützt wird. Des Weiteren hat der Rapper Ali As einen Gastbeitrag auf dem Song Deluxe, und an Dies ist der Moment ist der Rapper Neo beteiligt.

## Titelliste
| #  | Titel                  | Gastmusiker         | Länge |
| -- | ---------------------- | ------------------- | ----- |
| 1  | Intro                  |                     | 2:59  |
| 2  | Deluxe                 | Ali As              | 3:50  |
| 3  | So Fly                 | Manuellsen          | 5:16  |
| 4  | Cap Song               |                     | 2:53  |
| 5  | Ich sag                | Deluxe Allstars     | 4:41  |
| 6  | Boys                   | Illo the Shit       | 2:23  |
| 7  | Matbeats Got Mad Beats |                     | 5:46  |
| 8  | Don’t Give Up          | Manuellsen, Blade   | 4:06  |
| 9  | Nach wie vor           | Dashenn, Eddy Soulo | 4:37  |
| 10 | Dies ist der Moment    | Neo                 | 3:43  |
| 11 | Nachtmensch            |                     | 2:45  |
| 12 | Eigenes Geld           | Snaga & Pillath     | 4:33  |
| 13 | Fuckin’ Baus           |                     | 1:39  |
| 14 | Weiß was es ist        |                     | 4:47  |

## Chartplatzierungen
Deluxe von Kopf bis Fuss stieg am 5. Januar 2007 auf Platz 73 in die deutschen Albumcharts ein, belegte in der folgenden Woche Rang 97 und verließ anschließend die Top 100. In der Schweiz erreichte das Mixtape Position 92, während es in Österreich die Charts verpasste.

## Rezeption
Auf der Internetseite rap.de wurde das Mixtape insgesamt positiv bewertet. Es sei auf einem Niveau, an dem sich andere Rapper für ihr Album ein Beispiel nehmen könnten, auch wenn es „den ein oder anderen ‚Old-School-Samy-Fan‘ wieder etwas irritieren“ würde. Die Produktionen würden durchgehend überzeugen und auch die meisten Gastrapper werden gelobt. Lediglich die Beiträge von Blade und den Headliners könnten nicht ganz mithalten.